# Cork Constitution Football Club
Il Cork Constitution Football Club è un club irlandese di rugby a 15 avente sede a Cork, nella provincia di Munster. È stato fondato nel 1892. Durante la stagione 2013-2014 disputerà la Division 1A del campionato irlandese.

## Palmarès
- All-Ireland League: 4
  - 1990-1991, 1998-1999, 2007-2009, 2009-2010.
- All-Ireland Cup: 1
  - 2005-2006.
- Munster Senior League: 29
  - 1901-1902, 1902-1903, 1910-1911, 1911-1912, 1913-1914, 1921-1922, 1922-1923, 1928-1929, 1938-1939, 1944-1945.
  - 1952-1953, 1956-1957, 1963-1964, 1964-1965, 1965-1966, 1966-1967, 1967-1968, 1968-1969, 1969-1970, 1970-1971.
  - 1971-1972, 1974-1975, 1975-1976, 1976-1977, 1978-1979, 1983-1984, 1986-1987, 1987-1988, 1997-1998.
- Munster Senior Cup: 22
  - 1904-1905, 1905-1906, 1906-1907, 1909-1910, 1921-1922, 1922-1923, 1928-1929, 1932-1933, 1941-1942, 1942-1943.
  - 1945-1946, 1956-1957, 1960-1961, 1963-1964, 1964-1965, 1966-1967, 1969-1970, 1971-1972, 1972-1973, 1982-1983.
  - 1984-1985, 1988-1989.